# ルクマーン (クルアーン)
『ルクマーン』とは、クルアーンにおける第31番目の章（スーラ）。34の節（アーヤ）から成る。
章の冒頭に神秘文字（Muqatta'at）が置かれているもの（計29スーラ）のうちの一つ。